# Nationaal park Grande Sertão Veredas
Het Nationaal park Grande Sertão Veredas (Parque Nacional Grande Sertão Veredas) is een nationaal park in Brazilië, gelegen op de grens van de staten Minas Gerais en Bahia, tussen 15°16'—15°25' Z en 45°37'—46°03' W. Het park is vernoemd naar het boek Grande Sertão: Veredas van Guimarães Rosa.

## Flora en fauna
De vegetatie wordt gedomineerd door savanne. In het park komen onder meer de volgende planten- en diersoorten voor: mauritiuspalm (Mauritia flexuosa), Tabebuia alba, Lafoensia pacarii, emoe, reuzenmiereneter en manenwolf. 

## Bedreigingen
Bedreigingen komen van de jacht en ontbossing; exploitatie van het bos gebeurt onder andere voor houtskool.

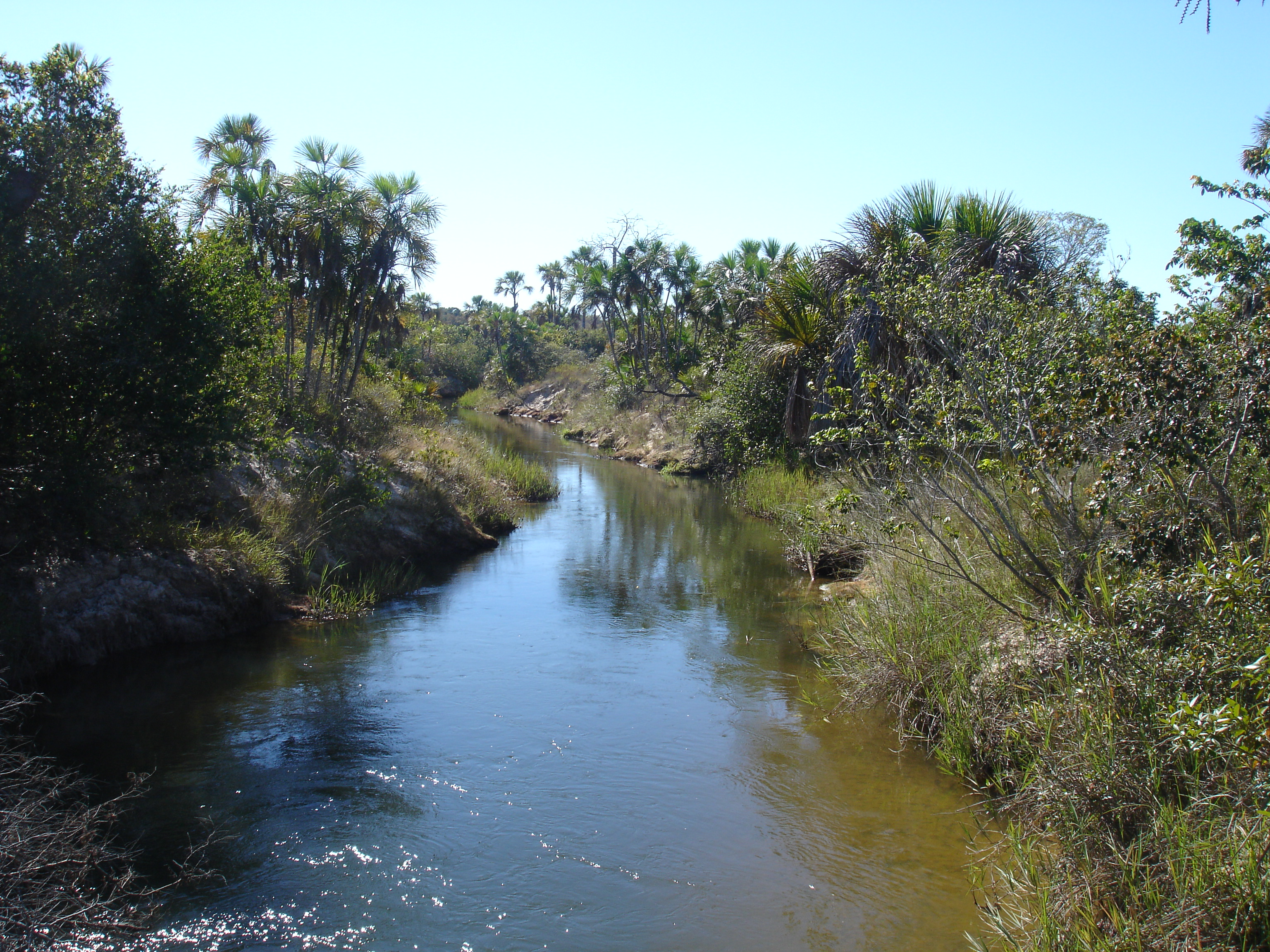
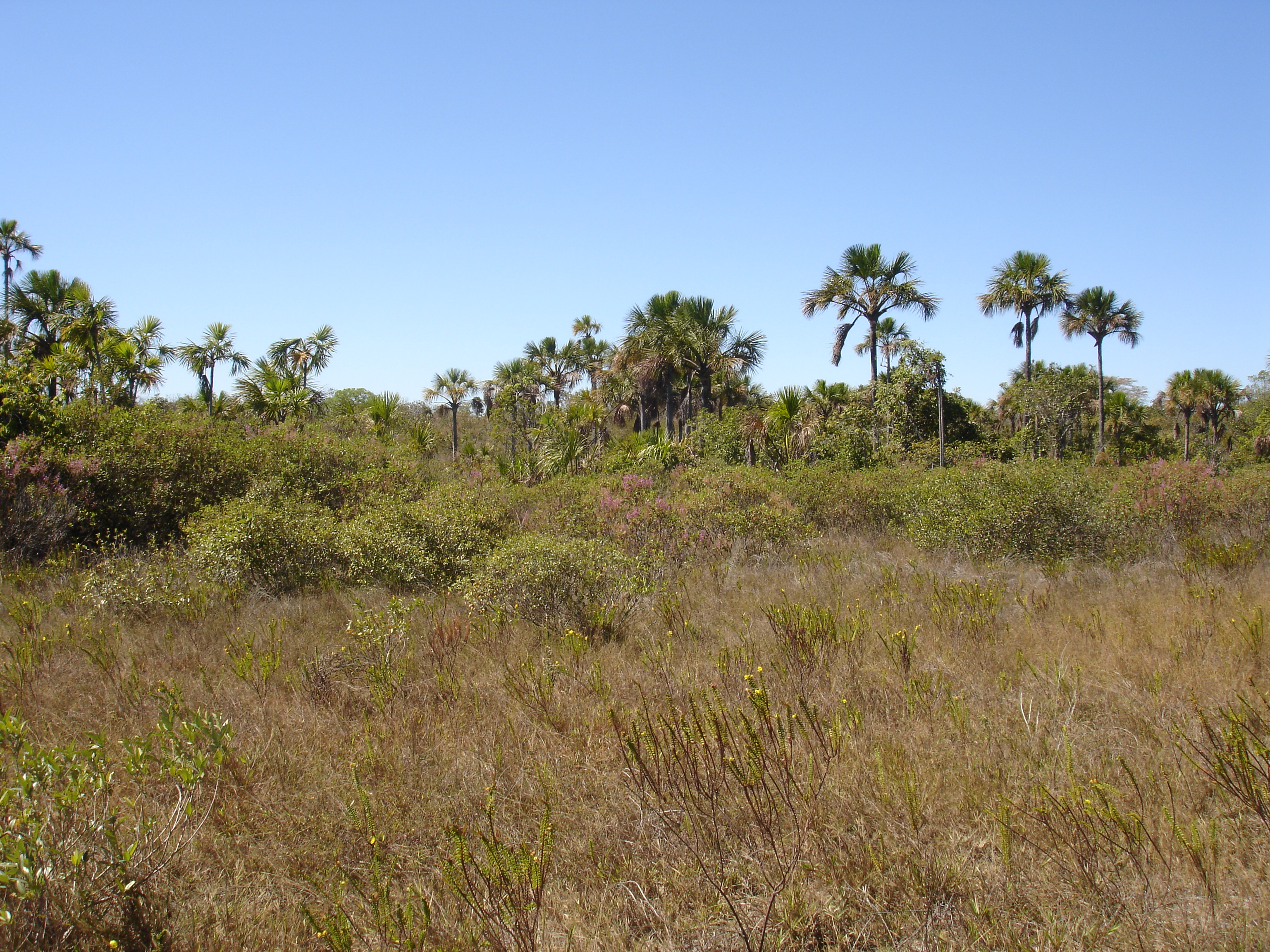
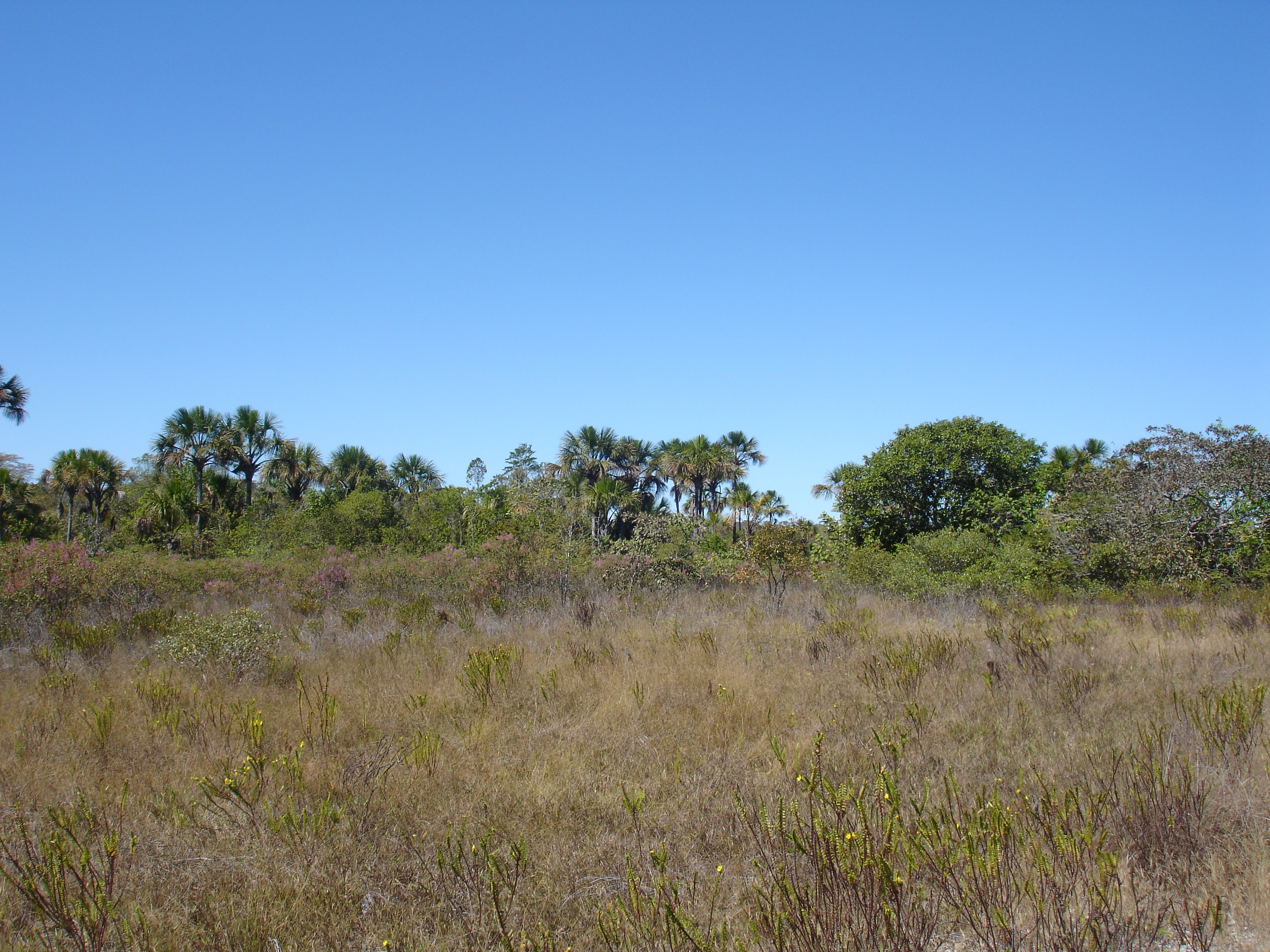

Abrolhos · 
Amazônia · 
Aparados da Serra · 
Araguaia · 
Araucárias · 
Boa Nova · 
Brasília · 
Cabo Orange · 
Campos Amazônicos · 
Campos Gerais · 
Caparaó · 
Catimbau · 
Cavernas do Peruaçu · 
Chapada das Mesas · 
Chapada Diamantina · 
Chapada dos Guimarães · 
Chapada dos Veadeiros · 
Descobrimento · 
Emas · 
Fernando de Noronha · 
Grande Sertão Veredas · 
Iguaçu · 
Ilha Grande · 
Itatiaia · 
Jamanxim · 
Jaú · 
Jericoacoara · 
Juruena · 
Lagoa do Peixe · 
Lençóis Maranhenses · 
Montanhas do Tumucumaque · 
Monte Pascoal · 
Monte Roraima · 
Nascentes do Rio Parnaíba · 
Pacaás Novos · 
Pantanal Matogrossense · 
Pau Brasil · 
Pico da Neblina · 
Pontões Capixabas · 
Restinga de Jurubatiba · 
Rio Novo · 
Saint-Hilaire/Lange · 
São Joaquim · 
Sempre Vivas · 
Serra da Bocaina · 
Serra da Bodoquena · 
Serra da Canastra · 
Serra da Capivara · 
Serra da Cutia · 
Serra da Mocidade · 
Serra das Confusões · 
Serra de Itabaiana · 
Serra do Cipó · 
Serra do Divisor · 
Serra do Itajaí · 
Serra do Pardo · 
Serra dos Órgãos · 
Serra Geral · 
Sete Cidades · 
Superagüi · 
Tijuca · 
Ubajara · 
Viruá